# La mujer que llora
La mujer que llora (en francés: La Femme qui pleure) es una serie de pinturas al óleo sobre lienzode Pablo Picasso, la última de las cuales fue creada a fines de 1937. Las pinturas representan a Dora Maar, la amante y musa de Picasso. Las pinturas de La Mujer Llorando fueron realizadas por Picasso en respuesta al bombardeo de Guernica durante la Guerra civil española y están estrechamente asociadas con la iconografía de su pintura Guernica.
Picasso se sintió intrigado por el tema de la mujer llorando y retomó el tema numerosas veces ese año. La última versión, creada el 26 de octubre de 1937, fue la más elaborada de la serie y se encuentra en la colección de la galería Tate. Actualmente está cedida en préstamo al Museo de Bellas Artes de Kaohsiung en Taiwán y forma parte de la exposición Capturing the Moment hasta el 17 de noviembre de 2024. Otra pintura de Mujer llorando creada el 18 de octubre de 1937 se encuentra en la Galería Nacional de Victoria y estuvo involucrada en un robo de arte político de alto perfil.

## Historia
Picasso creó La mujer que llora durante la Guerra civil española, que estalló en julio de 1936, cuando el general Franco se rebeló contra el gobierno republicano. Fue parte de una serie de obras en respuesta al bombardeo de Guernica en la Guerra Civil Española el 26 de abril de 1937. El bombardeo tuvo lugar cuando Adolf Hitler ordenó a la fuerza aérea alemana bombardear la ciudad vasca por orden de Franco.La pintura fue una protesta personal después de ver fotografías del evento en los periódicos.
En enero de 1937, Picasso recibió el encargo de realizar un mural para el Pabellón Español en la Exposición Internacional de París. Mientras trabajaba en la comisión, se produjo el bombardeo de Guernica. Picasso quedó tan conmocionado por la masacre que declaró en el periódico Springfield Republican el 18 de julio de 1937: "En el panel en el que estoy trabajando, que llamaré Guernica, y en todas mis obras de arte recientes, expreso claramente mi aborrecimiento de la casta militar que ha hundido a España en un océano de dolor y muerte". La serie La mujer que llora ha sido descrita como una posdata del Guernica.

La protesta de Picasso contra el régimen franquista comenzó con la creación de dos grabados en enero de 1937, titulados El sueño y la mentira de Franco. La obra estuvo acompañada de un poema en prosa, escrito por Picasso el 8 y 9 de enero de 1937, que presenta imágenes de mujeres llorando y fue un precursor de su representación visual de la mujer llorando como símbolo del sufrimiento de España bajo Franco.
... gritos de niños gritos de mujeres gritos de pájaros gritos de flores gritos de maderas y de piedras gritos de ladrillos gritos de muebles de camas y sillas de cortinas de ollas de gatos y de papeles gritos de olores que se arañan unos a otros gritos de humo que pincha el hombro de los gritos que se esparcen en el caldero y de la lluvia de pájaros que inunda el mar que roe el hueso y le parte los dientes mordiendo el algodón que el sol limpia del plato que la bolsa y el bolsillo esconden en la huella que el pie deja en la roca. 

### Desarrollo
Durante la creación del Guernica, el 24 de mayo de 1937, Picasso realizó sus primeros estudios de La mujer que llora. Sin embargo, no fue incluida en la composición definitiva del Guernica. En la parte inferior derecha del cuadro se insertó una imagen de la mujer, pero Picasso la eliminó porque consideró que eclipsaría las expresiones agonizantes de las cuatro mujeres del cuadro. El objetivo de Picasso al producir Guernica era retratar el shock y el horror inmediatos de la destrucción, en lugar de las lágrimas de duelo que surgirían después.
Tras finalizar el Guernica, Picasso continuó con su obsesión por la mujer que llora. Judi Freeman comentó: "El único motivo del que no podía prescindir era el de la mujer que lloraba. Su rostro lo perseguía. La dibujó con frecuencia, casi obsesivamente, durante los meses siguientes. Ella era la metáfora de sus agonías privadas". Entre el 8 de junio y el 6 de julio de 1937, Picasso realizó una docena de dibujos y cuatro óleos que representan a la mujer llorando. Tras regresar de unas vacaciones de verano en Mougins, completó su último cuadro, La mujer que llora, el 26 de octubre de 1937. En total se han identificado 36 obras que representan a la mujer llorando, realizadas entre mayo y finales de octubre de 1937.

### Relación con Dora Maar
Picasso conoció a Dora Maar en el invierno de 1935. El poeta Paul Éluard les presentó mientras ella trabajaba como fotógrafa en la película de Jean Renoir Le Crime de Monsieur Lange. Aunque Picasso era 26 años mayor que Maar, los unía una conexión compartida entre el arte y la política. Maar siguió una carrera como fotógrafa y se involucró en el movimiento surrealista. Fue la amante de Picasso hasta su ruptura en 1945. Fue Maar quien documentó la pintura de Picasso de Guernica tomando fotografías de su desarrollo. Dora Maar era políticamente consciente, elocuente y persuasiva, y puede haber tenido influencia en las propias opiniones políticas de Picasso. Fue ella la encargada de organizar el uso del estudio situado en el número 7 de la rue des Grands Augustins, donde Picasso creó el Guernica. Picasso dibujó su primer retrato el 11 de septiembre de 1936. Se convirtió en su modelo principal entre el otoño de 1936 y la primavera de 1937. Picasso la retrató como una figura tranquila hasta la creación de las pinturas de mujeres llorando, que muestran un cambio notable en su enfoque hacia ella.
A pesar de sus intereses comunes, la relación de Picasso con Maar fue abusiva, y Maar fue víctima de violencia física, lo que finalmente contribuyó a su colapso. Picasso retrató a Maar en numerosas obras durante el tiempo que estuvieron juntos, a menudo representándola llorando, un motivo que la llevaría a ser conocida principalmente como su "mujer que llora", en lugar de como una artista por derecho propio. A Maar no le gustaban los retratos que Picasso hizo de ella y afirmaba: "Todos los retratos que Picasso hizo de mí son mentiras. Son Picassos. Ninguno es de Dora Maar".
Dora ha sido descrita como "la víctima emblemática de Picasso". Françoise Gilot contaba que Picasso había dicho: "Para mí, ella es la mujer que llora. Durante años la he pintado de aspecto torturado, no por sadismo ni por placer, sino simplemente obedeciendo a una visión impuesta". John Richardson ofreció una interpretación más realista de las lágrimas de Dora. "La fuente de las lágrimas de Dora no fue Franco, sino la manipulación traumática que el artista hizo de ella. La obsesión de Picasso por ella se había intensificado [en ese momento], pero, a juzgar por los retratos que el artista hizo de ella, eso impedía la ternura". Françoise Gilot describió a Maar como "por naturaleza nerviosa, ansiosa y atormentada", que sufría de vulnerabilidad emocional y frecuentes trastornos en este período. Picasso explicó que "Dora siempre me hace mal" y la retrató de esta manera en numerosas ocasiones a partir de 1938. Maar admitió más tarde que probablemente Picasso se inspiró en su tristeza.
Hay cuatro versiones en óleo de La mujer que llora, todas pintadas entre septiembre y octubre de 1937, así como una serie de dibujos sobre el tema. El cuadro más famoso de la serie se conserva en la Tate Gallery de Londres. Una segunda versión, que algunos consideran la siguiente mejor, se conserva en la Galería Nacional de Victoria. Otra versión se conserva en el Museo de Arte del Condado de Los Ángeles y la cuarta versión se conserva en el Museo Picasso de París.

## Versión conservada en la Tate
La versión final de La mujer llorando de Picasso de 1937 es un retrato abstracto de una mujer afligida. Se trata de una pintura al óleo sobre lienzo de 61 x 50 cm, firmada 'Picasso 37' cerca del centro en el borde derecho. Se trata de una obra de la serie basada en el tema de una mujer llorando, que Picasso creó mientras producía el Guernica. La composición de este cuadro es muy estilizada. Picasso utilizó colores brillantes y líneas atrevidas para transmitir la figura en una serie compleja de formas angulares y planos. A pesar de su carácter abstracto, la modelo de este retrato puede identificarse con Dora Maar, la amante de Picasso.
Roland Penrose en su biografía de Picasso, comentó, sobre el uso del color en la pintura: "El resultado de utilizar el color de una manera tan totalmente ajena al dolor, para un rostro en el que el dolor es evidente en cada línea, es sumamente desconcertante. Como si la tragedia hubiera llegado sin previo aviso".
El rostro de la mujer que llora se puede rastrear directamente hasta las figuras torturadas representadas en el Guernica. En particular, la mujer que llora continúa el tema del duelo que se puede ver en la imagen de la mujer que grita sosteniendo a un bebé muerto en Guernica. Picasso creó varias versiones del rostro de la mujer a lo largo de su serie de pinturas, con la mujer representada llorando sin parar y, a veces, retorcida hasta resultar irreconocible.
La mujer que llora de Picasso ha sido descrita como la más compleja, más fragmentada y más coloreada de todas las obras de arte sobre mujeres llorando. Además de la confusa masa de manos, boca, dientes, pañuelo y lágrimas en el centro del cuadro, Picasso también representó los ojos de manera analítica. La galería Tate llama especialmente la atención sobre la representación infantil pero impactante de los ojos, que han sido representados como barcos o platillos rebosantes y han sido colocados en las puntas del pañuelo para proporcionar una exploración intensa de la angustia física y emocional. Este elemento se expresó en obras anteriores que Picasso produjo en el mismo año, y que fueron más intensas entre el 12 y el 18 de octubre de 1937. Las pinturas anteriores también presentaban el símbolo del pañuelo dentro de la composición.
La arquitectura del rostro de la mujer que llora es muy singular y comparte muchos elementos de diseño con las cuatro figuras femeninas representadas en el Guernica. El rostro está representado desde puntos de vista mixtos, con la nariz de perfil, la boca mostrada en vista de tres cuartos y los ojos vistos de frente. Este tratamiento del rostro tiene eco en los rostros de las mujeres del Guernica. Sin embargo, La mujer que llora se distingue de estas figuras en el modo en que Picasso utilizó formas cubistas de fragmentación para representar el rostro en una serie de planos angulares, en lugar de las imágenes planas y curvilíneas del Guernica.

### Simbolismo e interpretaciones
La imagen de la mujer de Picasso ha sido interpretada de diversas maneras. El simbolismo de la mujer sufriente se ha asociado directamente con el sufrimiento de España que prevalece en la iconografía del Guernica. Para Picasso, la imagen de la mujer con el niño muerto representaba la realidad de la guerra civil, que había sido cubierta en los medios franceses con imágenes de madres y niños en apuros. Además, el Frente Popular Francés había utilizado dichas fotografías para protestar contra el conflicto en 1936.
Otra interpretación de la pintura es que la mujer ilustra el motivo cristiano de la Virgen María llorando a su hijo muerto, Jesucristo. Este fue un tema especialmente destacado en el arte religioso barroco español. Aunque Picasso era ateo, John Richardson consideraba que su arte hacía referencias a temas religiosos. Marilyn McCully escribió que las obras de la mujer que llora están relacionadas con la Mater Dolorosa, Nuestra Señora de los Dolores, afirmando: "En su esencia como imágenes de arte, su poder emocional reside en sus orígenes entre las estatuas de tamaño natural de la Virgen, de madera pintada, llevadas en España en procesiones religiosas, cuyas lágrimas son joyas que brillan al correr por sus mejillas, y cuyas vestimentas son de encaje real, terciopelo y plata. A la vez reales y de otro mundo".
Christie's describe a la mujer que llora como una víctima más genérica y testigo de la destrucción.
Es además una figura universal, no ligada a ningún acontecimiento en particular ni siquiera a su siglo cataclísmico en su conjunto: es la mensajera universal e intemporal del dolor humano insondable e inconsolable, la portadora de una emoción elemental que es tan milagrosa y bellamente humana de contemplar como perturbadora de contemplar.
Jonathan Jones de The Guardian señaló que la pintura demuestra tanto esperanza como furia. El biógrafo de Picasso, Roland Penrose, anterior propietario de la obra, la consideró una ilustración optimista, que tal vez representaba el poder curativo del duelo. Como prueba de ello, Jones señaló elementos de la pintura, como la flor en el sombrero de la mujer, el río de cabello suelto y la transformación de su oreja derecha en un pájaro sorbiendo su lágrima, como una posible representación de una nueva vida.

### Procedencia
Picasso vendió el cuadro a Roland Penrose el 9 o 10 de noviembre de 1937. Posteriormente, Penrose le entregó el cuadro a Antony Penrose en 1963. La obra fue robada en 1969 pero recuperada. Más tarde fue colocada en préstamo a largo plazo en la galería Tate de Londres. Posteriormente fue aceptada por los Comisionados de Ingresos Internos en lugar de impuestos en 1987. Actualmente forma parte de la colección permanente de la Tate Liverpool.

### Robo
El 7 de abril de 1969, La mujer llorando, junto con otras 25 pinturas, fue robada de la casa de Penrose en Hornton Street, Londres. El robo recibió mucha publicidad y fue discutido por el propio Roland Penrose en el programa 24 Hours de la BBC el 8 de abril de 1969. Penrose fue citado en el Daily Mirror diciendo: "Mi cuadro más preciado era un Picasso llamado "Una mujer que llora" que compré justo después de que él lo pintara. Debe valer entre £60.000 y £80.000. Era mi posesión más preciada. Lo compré cuando la pintura aún estaba fresca". Informó a Picasso del robo el 9 de abril por escrito, describiendo el robo como un "desastre espantoso". Las pinturas fueron finalmente recuperadas por los trabajadores de una casa que iba a ser demolida en Ealing, Londres, en julio de ese año. Cuando Penrose se reencontró con las pinturas en la estación de policía de Chelsea, casi lloró. El robo hizo que la familia reconsiderara sus medidas de seguridad y esto llevó a que el cuadro fuera ofrecido en préstamo a la Tate.

### Importancia y legado
La mujer que llora ha sido descrita como "una obra icónica dentro de la historia del surrealismo". Se expuso en la Galería Whitechapel en una importante exposición de obras de arte surrealistas en 1937. Más tarde, en 1939, se expuso junto al Guernica en Londres y Brighton. Frances Morris, directora de colecciones de la Tate Modern, la ha descrito como "un momento cumbre del surrealismo" y "una representación asombrosa del dolor femenino y una metáfora de la tragedia de España. Fue pintada durante la Guerra civil española como parte de una serie realizada en respuesta a la tragedia del Guernica. Capta poderosamente un inmenso momento de tristeza".

## Versión de la Galería Nacional de Victoria
Otra versión de La mujer que llora, creada el 18 de octubre de 1937, se conserva en la Galería Nacional de Victoria (NGV). Mide 55,2 × 46,2 cm y fue comprada por la galería en 1986 por 1,6 millones de dólares australianos, la pintura más cara comprada por cualquier galería en Australia. El récord anterior lo tenía Blue Poles, de Jackson Pollock, que le costó a la Galería Nacional Australiana 1,3 millones de dólares australianos en 1974.
La compra fue controvertida debido a su alto precio, y algunos artistas locales se quejaron de que el dinero podría haberse gastado en arte australiano. El pequeño tamaño de la pintura de Picasso se sumó a la controversia acrecentando el contraste del precio ya que la obra de Pollock es un cuadro de gran tamaño. En 2016, la versión de la NGV de La mujer que llora fue valorada por Sotheby's en 100 millones de dólares.

### Robo
Esta versión fue objeto de un robo de arte de alto perfil en agosto de 1986, siendo robada de la NGV específicamente para hacer una declaración política sobre la financiación de las compras de arte en Australia. El robo fue noticia en Australia y a nivel internacional. Los ladrones dejaron una nota enumerando sus demandas, que incluían un aumento en la financiación de las artes. Hubo una extensa búsqueda policial, que no logró encontrar el cuadro. Más tarde, ese mismo mes, fue recuperado de una taquilla de una estación de tren en Melbourne. Los ladrones nunca fueron descubiertos, aunque a lo largo de los años han persistido varias teorías sobre quién pudo haber sido y si se trató de un trabajo interno.